# فيانويفا دي ألغايداس
بلدية فيانويفا دي ألغايداس (بالإسبانية: Villanueva de Algaidas) هي بلدية تقع في مقاطعة مالقة التابعة لمنطقة أندلوسيا جنوب إسبانيا.

## الديموغرافيا
بلغ عدد سكان بلدية فيانويفا دي ألغايداس 4.489 نسمة عام 2011 (وفقاً للمعهد الوطني الإسباني للإحصاء).
| 4.175 | 4.159 | 4.178 | 4.444 | 4.503 | 4.560 | 4.489 |